# レクシー・レイブ
レクシー・レイブ （Lexi Rabe、2012年6月15日 - ）は、アメリカ合衆国の女優。本名は、アレクサンドラ・レイチェル・レイブ（Alexandra Rachael Rabe ）。

## 人物
2019年公開の映画『アベンジャーズ/エンドゲーム』でトニー・スタークの娘モーガン・スターク役を演じ、有名になった。

## 主な出演作品

### 映画
- 『ゴジラ キング・オブ・モンスターズ』 - Godzilla: King of the Monsters （2019年）
- 『アベンジャーズ/エンドゲーム』 - Avengers: Endgame （2019年）
- 『シルクロード.com -史上最大の闇サイト-』 - Silk Road （2021年）

### テレビドラマ
- Stargirl （2020年）